# همزة
الهَمْزَة "ء" (بالفارسية: همزه؛ بالأردية: ہمزہ؛ بالأمازيغية: لهمزت؛ بالكردية: ھەمزە) هي وحدة خطية في الكتابة العربية، وتُستعمل في عدة أبجديات قائمة على الحرف العربي.
هي الحرف الأول (1) بالترتيبين الأبجدي والهجائي من حروف الأبجدية العربية وتسمى بالألف كذلك. تلفظ [ʔ] بصوت انفجاري حنجري[بحاجة لتوضيح]. تكتب مستقلة أو متصلة حسب قواعد معينة لرسمها كما في (أَكَلَ) و (سَأَلَ) و (بَدَأَ) و (ذِئْبٌ) و (سُؤَالٌ) و (سَمَاءٌ) و (بَدَءَ) و (يَجِيءُ).

## أنواع الهمزة
وهي على نوعين: همزة قطع، وهمزة وصل.

### همزة القطع
هي الهمزة التي ينطق بها سواء أكانت في بدء الكلام أم آخره.

#### مواضع همزة القطع
- جميع الأسماء عدا عشرة أسماء، هي: ايم، ايمن، امرؤ، امرأة، اثنان، اثنتان، اسم، ابن، ابنة، است.

(انظر همزة الوصل).
- الأفعال التالية: ماضي الثلاثي المهموز ومصدره، وماضي الرباعي المهموز وأمره ومصدره، وهمزة المضارعة.
- جميع حروف المعاني المبدوءة بالهمزة عدا (ال)التعريف.

ويمكن أن تأتي في أول أو وسط أو آخر الكلمة، وتكتب في أول الكلمة على ألف إن كانت مضمومة أو مفتوحة، وتحتها إذا كانت مكسورة.

##### همزة القطع أول الكلمة
- تكتب على الألف مضمومةً أو مفتوحةً: أحمد، أُكرم.
- تكتب تحت الألف مكسورةً: إِكرام.

##### الهمزة المتوسطة
ترتيب قوّة الحركات: الكسرة، فالضمة، فالفتحة، فالسكون (أي أن الكسرة تغلب الضمة، التي بدورها تغلب الفتحة، وأضعفها السكون). فإن غلبت الكسرة كُتِبَتِ الهمزة على النَّبْرَة، وإذا غلبت الضمّة كُتبت الهمزة على الواو، وإذا غلبت الفتحة كُتبت الهمزة على الألف، وإذا غلبت السكون كُتِبت الهمزة على السطر. تُكتب الهمزة المتوسطة على حرف يناسب أقوى الحركتين (حركتها وحركة ما قبلها)، سواءً أكان توسّطها أصليًّا (نَحْوَ سُؤَالٍ) أو عَارِضًا (نَحْوَ جُزْئِكُمْ أو أُنَبِّئُهُ).
| الهمزةما قبلها      | ساكنة                       | مفتوحة                              | مضمومة                                     | مكسورة                                                    |
| ------------------- | --------------------------- | ----------------------------------- | ------------------------------------------ | --------------------------------------------------------- |
| ساكن                | (لا تَرِد)                    | على الألف «نَشْأَةٌ، مَسْأَلَةٌ، يَسْأَلُ»       | على الواو «مَسْؤُولٌ، عِبْؤُهُ، يَضْؤُلُ»              | على النَّبْرَة «أَسْئِلَةٌ، أَفْئِدَةٌ، جُزْئِهِ»                           |
| مفتوح               | على الألف «رَأْسٌ، كَأْسٌ، نَشَأْتُ»  | على الألف «مُتَأَدِّبٌ، سَأَلَ، تَأَمَّلَ، نَأَى»   | على الواو «نَبَؤُهُ، يَؤُمُّ، نَقْرَؤُهُ»               | على النَّبْرَة «مُجَزَّئِينَ، سَئِمَ، حِينَئِذٍ»                           |
| مضموم               | على الواو «شُؤْمٌ، يُؤْمِنُ، يُؤْذِي» | على الواو «فُؤَادٌ، يُؤَمُّ، يُؤَدِّي»         | على الواو «فُؤُوسٌ، شُؤُونٌ، تَبَاطُؤُهُ»             | على النَّبْرَة «بُطْئِهِ، تَبَاطُئِهِ، سُئِلَ»                            |
| مكسور               | على النَّبْرَة «بِئْرٌ، ذِئْبٌ، بِئْسَ»  | على النَّبْرَة «سَيِّئَةٌ، وِئَامٌ، بِئَارٌ، بَرِئَا» | على النَّبْرَة «قَارِئُهُ، هَادِئُونَ، يُطْفِئُونَ، أُنَبِّئُكُمْ» | على النَّبْرَة «قَارِئِهِ، بَادِئِينَ، خَاسِئِينَ»                        |
| ألف مدّ              | (لا تَرِد)                    | على السطر «قِرَاءَةٌ، تَسَاءَلَ، أَنْبَاءَهُمْ»   | على الواو «تَفَاؤُلٌ، حَيَاؤُهُ، دُعَاؤُكُمْ، مَاؤُنَا»    | على النَّبْرَة «حَيَائِهِ، طَائِرٌ، أُولَئِكَ (الألف هنا تنطق ولا تكتب)» |
| واو مدّ أو واو ساكنة | (لا تَرِد)                    | على السطر «مُرُوءَةٌ، وُضُوءَهُ، سَوْءَاتِهِمَا»  | على السطر «ضَوْءُهُ، وُضُوءُهُ، مَوْءُودَةٌ، يَسُوءُوا»    | على النَّبْرَة «وُضُوئِهِ، ضَوْئِهِ، مَوْئِلٌ»                            |
| ياء مدّ أو ياء ساكنة | (لا تَرِد)                    | على النَّبْرَة «هَيْئَةٌ، بِيئَةٌ، يَيْئَسُ»       | على النَّبْرَة «مَيْئُوسٌ، فَيْئُهُ، بَطِيئُونَ»           | على النَّبْرَة «فَيْئِهِ، شَيْئِكَ، يَيْئِسُ»                             |

للهمزة المتوسطة أربع حالات:
1. مفردة على السطر:
  - مفتوحة وما قبلها ألف: قراءَة
  - مفتوحة وما قبلها واو مد أو واو ساكنة: مقروءَة
  - مفتوحة وما قبلها واو مد أو واو ساكنة: ضَوْءُهُ
2. على الألف:
  - مفتوحة وما قبلها مفتوح: سَأًلَ
  - مفتوحة وما قبلها ساكن: مسْأَلة
  - ساكنة وماقبلها مفتوح: فَأْس
3. على النبرة:
  - مكسورة: طائِر
  - وقعت بعد كسر: السَيِّئَة
  - وقعت بعد ياء مد: مشِيئْة
4. على الواو:
  - مضمومة وما قبلها ساكن: مَسْؤُول
  - مضمومة وما قبلها مفتوح: يَؤُمُّ
  - مضمومة وما قبلها مضموم: شُؤُون
  - ساكنة وما قبلها مضموم: رُؤْية
  - مفتوحة وما قبلها مضموم: سُؤَال

##### الهمزة المتطرفة
- تكتب على ألف إذا سبقت بفتح: ملجَأ
- تكتب على الواو إذا سبقت بضم: تباطُؤ
- تكتب على الياء إذا سبقت بكسر: موانِئ
- تكتب على السطر إذا سبقت بحرف ساكن: دفْء، سوْء، شَيْء، مَاْء
- تكتب على السطر إذا سبقت بواو مضمومة مشددة: تبوُّء
- تكتب على السطر إذا سبقت بحرف من حروف المد (وفق إحدى المدارس النحوية) - مثال: لجُوْء.
- إذا لحق الهمزة المتطرفة تنوين نصب فإنها تكتب كما يلي:
  - إذا سبقت بساكن غير الألف كتبت على ألف تنوين منفصلة إذا لم يكن اتصالها بما قبل الهمزة، وعلى نَبْرَة إذا أمكن اتصالها بما قبل الهمزة: جزءاً، شيئاً.
  - إذا كان الاسم الذي فيه همزة القطع ممدودا لا حاجة لإضافة ألف التنوين: سماءً، وعاءً.

### همزة الوصل

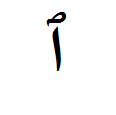
علامة همزة الوصل في اليونيكود ويختلف رمزها من مكان لآخر.

تكتب ٱ أو أَلِفًا بلا همزة، وتثبت لفظًا في حال الابتداء، أما في حال الوصل فإنها تسقط، وهي همزة يتم بها الوصل للنطق بالحرف الساكن الواقع في ابتداء الكلام، وتحرك في بداية الكلمة على حسب الحرف الثالث إما بكسرة أو غيرها.
والأصل في اسمها أنها ألف الوصل، وهي ليست همزة من هذا الجانب، ولا تكتب القطعة أي الـ (ء) فوقها أو تحتها سواء في الابتداء أو في الوصل، ولا يخشى الخلط بينها وبين الألف العادية؛ فالألف العادية لا تأتي في أول أي كلام عربي.

#### مواضع همزة الوصل
- أمر الفعل الثلاثي: اقرأ
- ماضي الخماسي والسداسي وأمرهما ومصدرهما: اسْتَمَعَ، اسْتَمِعْ، اِسْتِمَاع، استغْفَرَ، استَغْفِرْ، استِغْفار
- (ال) التعريف: المدرسة
- الأسماء العشرة: اسم، است، ابن، ابنة، اثنان، اثنتان، امرؤ، امرأة، أيمن الله، ايم الله

### التفريق بين همزة القطع وهمزة الوصل

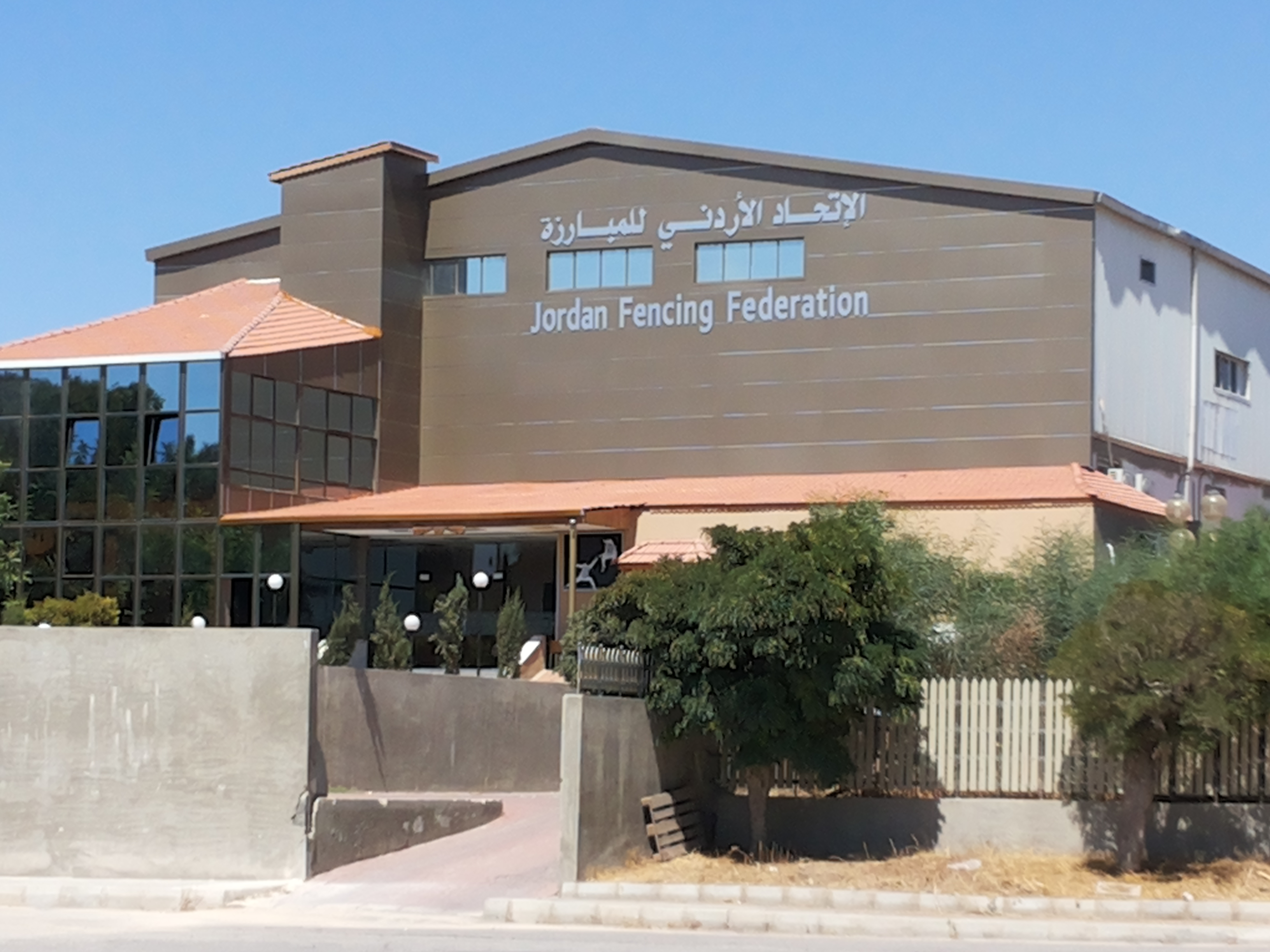
خطأ إملائي في اسم مقر رسمي حيث أن همزة كلمة «اتحاد» همزة وصل لا تُكتب.

هناك طريقة بسيطة للتمييز بين همزتي القطع والوصل، قم بإدخال حرف الفاء أو الواو قبل الهمزة فإذا نطقتها كانت همزة قطع، وإذا اختفت بالنطق كانت همزة وصل.
- الهمزة في «إذا» هي همزة قطع لأنه بنطق «فإذا» يظهر لفظ الهمزة.
- الهمزة في «اِعْمَلْ» فعل الأمر من عَمِلَ هي همزة وصل لأنه بنطق «واعمل» لا يظهر لفظ الهمزة.

يقول ابن مالك في ألفيته المشهورة ألفية بن مالك:
الشرح:
فصلٌ في زيادةِ همزةِ الوصلِ
لا يُبْتَدَأ بساكنٍ كما لا يُوقَفُ على متحرِّكٍ، فإذا كانَ أوَّلُ الكلمةِ ساكنًا وَجَبَ الإتيانُ بهمزةٍ متحرِّكَةٍ تَوَصُّلاً للنطقِ بالساكنِ وتُسَمَّى هذه الهمزةُ همزةَ وصلٍ، وشأنُها أنَّها تُثْبَتُ في الابتداءِ، وتسقطُ في الدَّرْجِ نحوَ: اسْتَثْبِتُوا، أمرٌ للجماعةِ بالاستثباتِ.
لمَّا كانَ الفعلُ أصلاً في التصريفِ اختصَّ بكثرةِ مجيءِ أوَّلِهِ ساكنًا فاحتاجِ إلى همزةِ الوصلِ، فكلُّ فعلٍ ماضٍ احتوى على أكثرِ مِنْ أربعةِ أحرفٍ يجِبُ الإتيانُ في أوَّلِه بهمزةِ الوصلِ نحو: اسْتَخْرَجَ، وانْطلَقَ َوكذلك الأمرُ منه نحو: اسْتَخْرِجْ وانْطَلِقْ، والمصدرُ نحوَ: اسْتِخْرَاجٍ، وَانْطِلاَقٍ، وكذلك تجِبُ الهمزةُ في أَمْرِ الثلاثيِّ نحوَ: اخْشَ وامْضِ وانْفُذْ، مِنْ خَشِيَ ومَضَى وَنَفَذَ.
لم تُحفظْ همزةُ الوصلِ في الأسماءِ التي ليستْ مصادرَ لفعلٍ زائدٍ على أربعةٍ إلا في عشرةِ أسماءَ: اسمٍ وَاسْتٍ، وابنٍ، وابْنُمٍ، وَاثْنَيْنِ، وَامْرِئٍ وامْرَأَةٍ، وَابْنَةٍ، واثْنَتَيْنِ وايْمَنُ - في القسمِ ولم تُحْفَظُ فِي الحروفِ إلا في «أل»، ولمَّا كانتِ الهمزةُ مع «أل» مفتوحةً، وكانَتْ همزةُ الاستفهامِ مفتوحةً، لم يَجُزْ حَذْفُ همزةِ الاستفهامِ لئلا يلتبسَ الاستفهامُ بالخبرِ، بل وَجَبَ إبدالُ همزةِ الوصلِ ألفًا نحو: آلأميرُ قائمٌ؟ أوْ تَسْهِيلُها ومنه قولُه:
الشاهد فيه: قوله (أألحق) حيث سهل همزة الوصل الواقعة بعد همزة الاستفهام على ما قررناه لك في لغة البيت.

## المقابل المعجمي للهمزة
يقابل الهمزة 5 حروف في الأبجدية اللاتينية، هي O و U، للهمزة المضمومة، وA للهمزة المفتوحة، وE و "i" للهمزة المكسورة، ولذلك تجد أن باب الهمزة العربي المقابل للإنكليزي من أطول الأبواب.

## الحرف بلغات البرمجة
| Your Browser      | ء                 |
| Index             | U+0621 (1569)     |
| Class             | Other Letter (Lo) |
| Block             | Arabic            |
| Java Escape       | "\u0621"          |
| Javascript Escape | "\u0621"          |
| Python Escape     | u'\u0621'         |
| HTML Escapes      | &#1569; &#x0621;  |
| URL Encoded       | q=%D8%A1          |
| UTF8              | d8 a1             |
| UTF16             | 0621              |